# 1445 Konkolya
1445 Konkolya è un asteroide della fascia principale. Scoperto nel 1938, presenta un'orbita caratterizzata da un semiasse maggiore pari a 3,1215707 UA e da un'eccentricità di 0,1771368, inclinata di 2,28508° rispetto all'eclittica.
L'asteroide è dedicato al rinomato astronomo ungherese Miklós Konkoly-Thege, curatore di manuali per l'osservazione astronomica e fondatore dell'osservatorio dell'Accademia ungherese delle scienze oggi chiamato osservatorio Konkoly.